# Нантигис
Нантиги́с (кат. Nantigís, исп. Nantigiso; умер после 21 марта 914) — епископ Уржеля (899—914).

## Биография
Точная дата получения Нантигисом кафедры Уржельской епархии неизвестна. Его предшественник, епископ Ингоберт, в последний раз упоминается в исторических источниках в октябре 893 года. В актах собора в Порте (около Нима), состоявшегося в 897 году, имя епископа Уржеля не упоминается, а представителем епархии назван архипресвитер Нантигис, будущий епископ. Это, возможно, свидетельствует о том, что в это время уржельская кафедра была вакантной. В качестве епископа Уржеля Нантигис впервые упоминается 1 декабря 899 года, когда он участвовал в освящении церкви Санта-Мария-де-Олван.
Понтификат Нантигиса совпал со временем активизации заселенческой политики графов Каталонии, направленной на интеграцию малонаселённых территорий на границах с владениями мусульман в состав Испанской марки. Этот процесс сопровождался не только основанием поселений, но и активным церковным строительством, с дальнейшим включением новых земель в уже существующие светские и церковные административные единицы. Епископ Нантигис оказывал значительную поддержку этому процессу, построив за свой счёт несколько церквей, а также приняв участие в освящении большого числа других храмов, из которых наиболее крупными были церкви Сан-Марти-де-Бьюре (освящена 13 декабря 903 года), Сан-Андрэу-де-Сагас (16 июля 903 года), Сан-Хайме-де-Фронтанья (905 год; это первое упоминание в исторических источниках города Сан-Жауме-де-Фронтанья), Сан-Пау-де-Кассеррес (907 год) и Сан-Пере-де-Грау-де-Эскалес (3 декабря 913 года).
Во время своего управления епархией епископ Нантигис принял участие в нескольких соборах, где решались вопросы церковной жизни Нарбонского диоцеза, в который входило Уржельское епископство. При участии Нантигиса в июле 906 года на Барселонском соборе и в 907 году на соборе в Сан-Тибери (около Агда) было одобрено решение, дающее право епископству Вик отказаться от традиционных ежегодных выплат архиепископу Нарбона, что, фактически, означало предоставление епископу Вика канонической самостоятельности от Нарбоннского диоцеза. Нантигис в 907 году участвовал в соборе каталонских епископов в Жироне, на котором новым епископом Жиронской епархии был избран Виго, а в 909 году принял участие в новом поместном соборе, собранном архиепископом Нарбона Арнустом.
В 911 году по просьбе самого Нантигиса был проведён собор в Фонткоберте (около Нарбона), в котором участвовали почти все епископы Нарбонского диоцеза. На соборе было рассмотрено требование Нантигиса возвратить территорию Пальярсской епархии в состав Уржельского епископства, из которого она была выделена неканоническим епископом Уржеля Эсклуа. Собор принял решение, лишь частично удовлетворяющее требования епископа Нантигиса, постановив, что епископство Пальярс будет возвращено в состав Уржельской епархии только после смерти епископа Адульфа.
Последнее сообщение исторических источников о епископе Нантигисе датировано 21 марта 914 года. В документах о состоявшейся 17 июня интронизации нового епископа Вика Хорди имя епископа Уржеля не упоминается. Это, вероятно, свидетельствует о том, что в это время уржельская кафедра уже была вакантна. Позднее в этом же году в булле папы римского Иоанна X епископом Уржеля называется уже Радульф.